# 삼도해운판관비
삼도해운판관비(三道海雲判官碑)는 대한민국 충청남도 아산시 인주면 공세리에 있는 조선시대의 비석이다. 1984년 5월 17일 충청남도의 문화재자료 제238호로 지정되었다.

## 개요
모두 9기의 비로, 그동안 마을도로 가에 흩어져 있던 것을 한자리에 모아놓은 것이다.
이 중 3기는 현감의 어진 정치를 기념하기 위한 선정비이고, 나머지 6기는 해운판관비이다. 해운판관이란 조세를 거두어 충청·전라·경상 3도에 창고를 지어 보관하거나, 서울로 옮기는 조운업무를 담당하는 관리를 말한다. 이 비는 조선 중종 18년(1523) 이곳에 창고를 짓고, 보관과 서울로의 운송을 맡아보던 관리들의 청렴한 덕을 기념하기 위해 세운 것이다. 비의 앞면에는 모두 ‘삼도해운판관비’라는 명칭을 새겨 놓았다.
9기의 비 가운데 가장 오래된 것은 인조 27년(1649)에 세운 비이고, 가장 최근 것은 숙종 34년(1708)에 세운 비이다.

## 참고 문헌
- 삼도해운판관비 - 국가유산청 국가유산포털